# Hidenori Katō
Hidenori Katō (japanisch 加藤 秀典 Katō Hidenori; * 13. Mai 1981 in Yokkaichi, Präfektur Mie) ist ein japanischer Fußballspieler.

## Karriere
Katō erlernte das Fußballspielen in der Schulmannschaft der Yokkaichi Chuo Technical High School und der Universitätsmannschaft der Fukuoka-Universität. Seinen ersten Vertrag unterschrieb er 2004 bei den Sagan Tosu. Der Verein spielte in der zweithöchsten Liga des Landes, der J2 League. Für den Verein absolvierte er 86 Ligaspiele. 2008 wechselte er zum Drittligisten Gainare Tottori. 2010 wurde er mit dem Verein Meister der Japan Football League und stieg in die zweite Liga auf. Für den Verein absolvierte er 108 Ligaspiele. Im Februar 2013 wechselte er zu Veertien Kuwana. Mit dem Verein spielte er in der Tōkai Adult Soccer League. 2015 feierte er mit dem Verein in der Division 2 die Meisterschaft der Liga und den Aufstieg in die Japan Football League. 2019 unterschrieb er einen Vertrag beim Viertligisten Matsue City FC in Matsue.

## Erfolge
Gainare Tottori
- Japan Football League: 2010

Veertien Kuwana
- Tōkai Adult Soccer League, Div 2: 2015